# Makea Nui Ariki

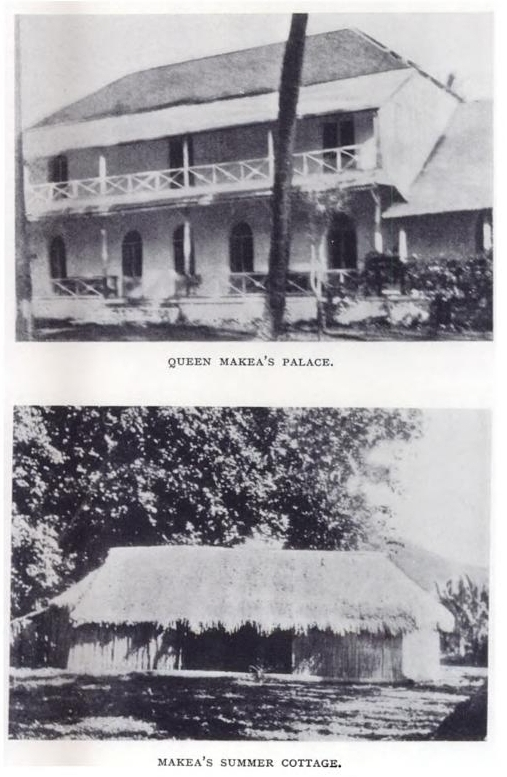
Palais et pavillon d'été des Makea Nui

La dynastie des Makea Nui Ariki (« Makea le grand guerrier ») est, avec celles des Makea Karika Ariki et des Makea Vakatini Ariki, l'une des trois lignées d’Ariki (chefs coutumiers) de la tribu (vaka) de Teauotonga à Rarotonga (îles Cook). Elle est généralement considérée sur un plan coutumier comme la plus importante des trois. Selon la Littérature orale polynésienne qui retranscrit la tradition orale, le fondateur en serait Karika (îles Cook). Originaire de Manu'a (actuellement aux Samoa américaines), il se serait installé à Rarotonga vers 1250. Il serait contemporain de Tangiia Nui, fondateur de la tribu de Takitumu et avec qui il fit alliance, offrant comme épouse à ce dernier sa fille Mokoroa ki Aitu. Au milieu du XVIIIe siècle, Makea Te Patua Kino conféra à ses trois fils un titre d'Ariki, à l'origine des trois chefferies actuelles de la tribu. Le titre est actuellement disputé par plusieurs branches de la famille Makea. Le siège de la chefferie le Para o Tane, communément appelé Palais Makea, est situé dans le centre-ville d'Avarua, près de l'ancien koutu de Taputapuatea.

## Succession au titre

### De Karika à Makea Te Patua Kino (c.1250-c.1750)
La succession au titre de Makea Ariki sur la période allant de l'installation de Karika à Rarotonga sans doute aux alentours de 1250 au règne de Makea te Patua Kino est du fait qu’elle repose exclusivement sur la tradition orale des plus incertaine. Plusieurs généalogies ont par la passé été publiées, celles-ci présentant de nombreuses contradictions. L’une d’elles aurait été recueillie par Henry H. Nicholas au début des années 1890 auprès de Makea Takau, ariki de la tribu de 1871 à 1911 fut publiée dans le Journal of the Polynesian Society sous le titre "Ko te papa ariki teia mei Avaiki mai, mei roto ia papa". Avant qu’elle ne fût publiée, il semble toutefois que Makea Takau fit brûler tous les « puka tumu » (livrets manuscrits dans lesquels les familles notaient par écrit leur généalogie), de la tribu afin que sa version en devienne l’histoire officielle. Certains livrets auraient néanmoins échappé à l’autodafé. D’autres versions ont par ailleurs été publiées. Celle recueillie par Stephen Savage auprès de Tamuera Te Rei, autrement connu sous son titre de More Ta’unga o te tini, diffère de façon notable de celle de Makea Takau, en particulier par le nombre de générations données, 24 contre 18. Quant à celle publiée par Edward Robert Tregear dans l’ouvrage « Maori-Polynesian Comparative Dictionary » (1891), elle se rapprocherait plus de la première. Néanmoins l’auteur ou le narrateur original de cette dernière généalogie ne nous est pas précisé.
| Version de Makea Takau | Version de Tamuera Te Rei | Version publiée par Edward Tregear |
| --- | --- | --- |
| - 1 Karika - 2 Makea-putaki-te-tai - 3 Te Ariki-aka-mataku - 4 Te Atua-rereao - 5 Te Ariki-i-te-au - 6 Te Ariki-noo-marie - 7 Tama-puretu - 8 Makea-peau-rongo - 9 Makea-te-konako - 10 Makea-te-taiti - 11 Makea-te-ra-tu - 12 Te Ariki-ape-tini et Rongo-oe - 13 Makea-teina - 14 Makea-tauira-ariki - 15 Makea-tuke-rae - 16 Makea-ta-ruia, - 17 Makea-te-rangi-tu-ki-vao - 18 Rangi-makea | - 1 Karika-tara-apeape-Moa = Ina-a-Rongo - 2 Puta-ki-te-tai = Te Ii-matoa - 3 Te Ariki-i-te-au - 4 Te Ariki-akamataku = Piri-marae - 5 Te Ariki-akamaru = Te Kura-moe-ariki - 6 Te Atua-rere-vao (Te Rangi-tu-ki-vao) = Te Vaa-rangi-nui - 7 Taritari-ua = Mata-noanoa - 8 Tumupu = Ngamau - 9 Tinorei = Ngamata - 10 Potiki = Te Uira-ma-te-aa - 11 Maungungu = TeVaa-nui - 12 Taiki = Tapaeru-nui - 13 Taru-ia-te-ra = Te Uru-moe-ariki - 14 Te-Ta-Itinui = Te Kura-anuanua - 15 Te Inaina = Taranga-nuku - 16 Te Tauira-ariki = Mata-etu - 17 Te Ariki-apeapetini = Te Ra-vero-tiitii - 18 Te Ratu-o-Tangaroa-ki-Manuka = Ngapu-ariki - 19 Ekeeke - 20 Tukerae = Ngamau-o-rongo-ma-tane - 21 Tamapuretu-Aramai-te-anuanua = Te Ra-tuanuku-a-Kainuku - 22 Te Anuanua (Peaurongo) = Te Upoko-uri-o-Atea-e-Papa - 23 Te Konako = Etu-o-te-rangi-poiri - 24 Rangi-Makeakea=Te Kura-poru | - 1 Makea Karika = Ina-nui-i-te-Rangi - 2 Makea Putakitetai - 3 Makea-i-te-au - 4 Makea-noo-marie - 5 Makea-puretu - 6 Makea-peau-rango - 7 Makea-teko-nako - 8 Makea-te-taiti - 9 Makea-te-na-tu - 10 Makea Rongo-oe - 11 Makea-teina - 12 Makea-tumu-pu - 13 Makea-tinorei - 14 Makea-tari-ua - 15 Makea Potiki - 16 Makea-mangungu - 17 Makea-taii - 18 Makea-tukerae - 19 Makea-te-rangi-tu-ki-vao - 20 Rangi Makea |

### De Makea te Patua Kino à nos jours
Si les sources s’accordent généralement sur l'ordre de succession au titre de Makea Nui Ariki à partir de Makea te Patua Kino, ce serait plutôt les liens biologiques entre certaines de ces successions qui poseraient problème ou seraient tout au moins source de débat et d’arguties entre les différents prétendants actuels au titre
- (19/25/21) Il est généralement admis que Makea Te Patua Kino (Makea Te Pa Atua Kino) étant le fils aîné de Rangi Makea (Rangi Makeakea) aurait succédé à ce dernier. Néanmoins, selon la version de Tamuera Te Rei, l’aîné aurait été un certain Putua ariki.  Makea te Patua Kino eut ensuite trois épouses. Il conféra à l'aîné de chacune de ses épouses un titre d’Ariki, à l’origine des trois titres actuels de la tribu. L’aîné Makea Pini lui succéda au titre de Makea Nui Ariki, le second Makea Keu obtint celui de Makea Karika Ariki, le troisième Makea Vakatini, celui de Makea Vakatini Ariki.
- (20/26/22) Makea Pini ou selon les sources Makea Uri
- (21/27/23) Makea Tinirau abdique en faveur de son fils Makea Pori en 1823, à la suite de la guerre civile entre Teauotonga et Takitumu[6]. Il meurt en 1826.
- (22/28/24) Makea Pori (1823-1839) est le  fils de Makea Tinirau. Il est intronisé en 1823, peu avant le passage de John Williams. Il meurt en 1839. Quatre de ses enfants lui succèdent.
- (23/29/25) Makea Davida (1839-1845) est le fils aîné de Makea Pori, il meurt en 1845 des suites d’un coma éthylique[7].
- 24/30/26 Makea Te Vaerua (1845-1857) est la fille aînée de Makea Pori. Elle succède à son frère en 1845 ayant le soutien des missionnaires, son mari Tiberio ou Rio étant "teacher"[8] de la LMS originaire de Raiatea, installé à Rarotonga depuis fin 1823[9]. Première femme à obtenir le statut d’Ariki, elle meurt en 1857.
- (25/31/27) Makea Daniela (1857-1866) est le deuxième fils de Makea Pori. Il succède à sa sœur en 1857. Il meurt d’alcoolisme en 1866.
- (26/32/28) Makea Abela (1866-1871) est le troisième et dernier fils de Makea Pori à obtenir le titre. Il succède à Makea Daniela et meurt en 1871.
- (27/33/29) Makea Takau Ariki (1871-1911). Née en 1840, elle serait selon les sources la fille de Makea Davida et d'une femme de la famille Manarangi[10] ou de Makea Te Vaerua[11]. Toujours est-il qu'elle succède à son oncle Makea Abela en 1871. Elle épouse Ngamaru Rongotini Ariki, un des trois Ariki d’Atiu. Elle meurt en 1911.La très grande Makea Takau Ariki, 6 pieds 4 pouces (environ 1,93 mètre)

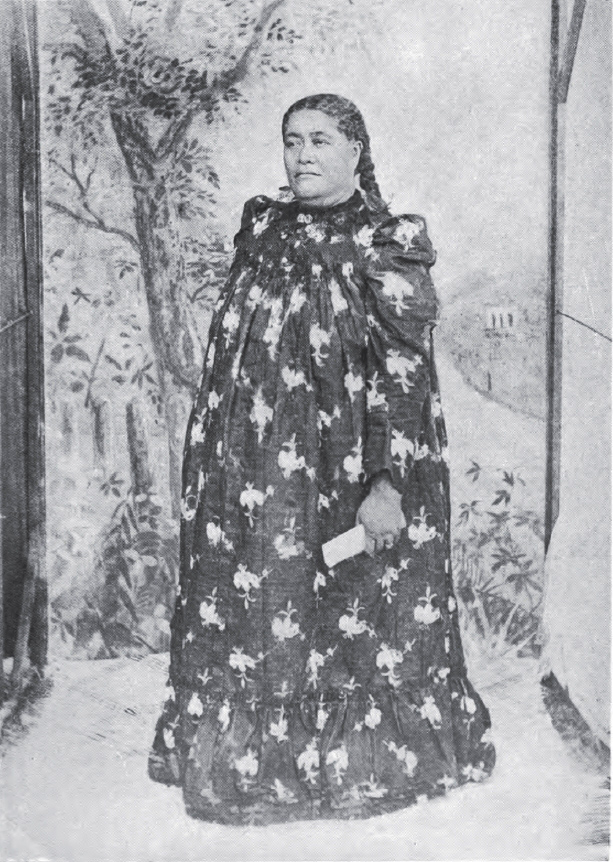
La très grande Makea Takau Ariki, 6 pieds 4 pouces (environ 1.93 mètre)

- (28/34/30) Rangi Makea Ariki (1911 - 1921)[12] succède à Makea Takau en 1911. Il épouse Tapumanoanoa petite-fille de Papehia et arrière-petite-fille de Tinomana Enuarurutini. Ils ont deux enfants Makea Nui Tinirau et Tamarua[13].
- (29/35/31) Makea Nui Tinirau Teremoana Ariki (30 août 1921-25 janvier 1939) succède à son père Rangi Makea. Une succession controversée, les Mataipo de la tribu ayant fait connaître leur préférence pour Ngoroio Pori Makea (fils de Makea Daniela), qui devait mourir peu après. Tinirau épousa quant à lui Tutini avec qui il eut deux filles Makea Nui Takau et Makea Nui Teremoana. Il meurt en 1939.
- (30/36/32) Makea Nui Takau Margaret Tinirau Rio Ariki (1939-1947) est la fille aînée de Makea Nui Tinirau Teremoana Ariki. Elle épouse en 1928, un maori de Nouvelle-Zélande, devenu par la suite héros de la seconde guerre mondiale, le Lieutenant-Colonel Edward Te Whiti Rongomai Love. Ils ont quatre enfants Mokoroa, Inanui, Veia et Myra[14]. Elle meurt le 15 septembre 1947[15].
- (31/37/33) Makea Nui Tapumanoanoa Teremoana Ariki (1950-1994) est la seconde fille de Makea Nui Tinirau. et succède à sa sœur aînée en 1950. Elle a deux filles, Te-Marama-Eru-Tea Paula (Lineen) et Mere Maraea (MacQuarrie)[16]. Elle meurt en 1994.

## Conflits de succession et prétendants au titre (1994-2010)
À la suite du décès de Makea Nui Tapumanoanoa Teremoana Ariki, de nombreux prétendants au titre se sont fait connaître, aucun ne faisant véritablement l'unanimité malgré les nombreuses tentatives de conciliation et les procédures judiciaires en cours ou passées. Ces prétendants sont ou ont été :
- Inanui Love Nia, la fille de Makea Nui Takau Margaret Ariki et Edward Te Whiti Rongomai Love, qui contestait déjà de longue date le titre à sa tante Teremoana. Elle meurt en octobre 1996. Selon le Cook Islands Herald, la Haute Cour lui aurait refusé le titre en 1994, car elle n'aurait pas consulté Potikitaua, le porte-parole (va'a tuatua) de la chefferie avant d'engager la procédure alors que lui-même aurait eu des vues sur le titre[17]
- Mere Maraea MacQuarrie, la fille cadette de Makea Nui Teremoana Ariki, semble actuellement la prétendante qui tienne la corde. Elle a reçu une investiture contestée en 1996 et participe aux réunions de la Chambre des Ariki, sans néanmoins prêter serment[18]
- Nooroa Matua de la lignée Sadaraka (Tataraka) a reçu une investiture au Palais Makea le 14 août 1998 après avoir été “choisi par 'sa' tribu Makea” (Kopu ariki)  “le 15 avril 1998"[19].  Il meurt en avril 2009
- Yolande Browne qui affirme descendre de Putua Ariki, le fils de aîné de Rangi Makeakea. Selon sa version Makea Te Patua Kino serait le fils adotpif de Makeakea. Il aurait à la fin du XVIIIe siècle usurpé le titre à son demi-frère Putua. À la suite d'un conflit, Te Patua Kino aurait en effet tué son père adoptif et son demi-frère Putua. Seul l’un des fils de Putua du nom de Ma'utau'a aurait échappé au massacre. Il aurait par la suite épousé Auariki (une Tinomana), dont Yolande Browne se dit la descendante[20]. Son père William Parau Browne avait déjà revendiqué le titre en 1939 devant la Haute Cour, à la suite du décès de Makea Nui Tinirau. En vain
- Matapo Oti Oti, originaire de Mauke mais vivant à Tahiti depuis les années 1970 est un autre de ces prétendants. D'après lui la généalogie des Makea à partir de Te Patua Kino et dont se disent descendre la plupart des autres prétendants serait erronée ("flawed"). Les "vrais" Makea toujours selon Oti Oti descendraient d'un ari'i de Bora Bora et de l'île voisine de Taha'a, un certain Teariinohorahi I. Son fils Teariinohorahi II qui serait également connu sous le nom de Tinomana Makea aurait pour des raisons quelque peu obscures, obtenu le titre de Makea Nui Ariki au début des années 1800. Lui-même aurait eu un fils, Tavita (Davida ?), né à Rarotonga vers 1820. Tavita (appelé également Pori) n'aurait pu succéder à son père, le titre lui ayant été usurpé par "ceux en connexion avec les missionnaires". Toujours est-il que le fils aîné de Makea Davida, du nom de Putuariki aurait épousé Uratua, la fille d'un des ariki de Mauke et dont Matapo Oti Oti descendrait en ligne directe[21].
- Upokotoko'a qui descend de Makea Abela (Apera), Ariki de 1866 à 1871.
- Stanley (Tutavake) Adam Hunt (Taka'ia Ta'unga) a reçu le 16 mai 2009 une investiture au marae d'Oroenga près du koutu d'Arai te Tonga. Selon sa mère Fanau Hunt (Porotito Rangatira) qui s'est exprimée dans le Cook Islands News, leur lignée descendrait de Makea Ekeeke, 19e Makea Nui dans la généalogie donnée par Tamuera Te Rei (voir plus haut), et qui aurait vécu sans doute aux alentours du XVIIe siècle[22]

Il semble d'après le Cook Islands Herald du 15 avril 2009 que certains proposeraient comme solution, une rotation du titre entre au moins quelques-uns des prétendants. Affaire à suivre...

## Galerie photo des Makea Nui Ariki

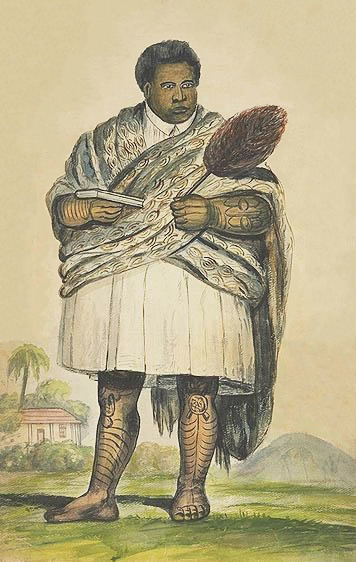
Makea Pori, la Bible dans une main et son éventail de chef dans l'autre
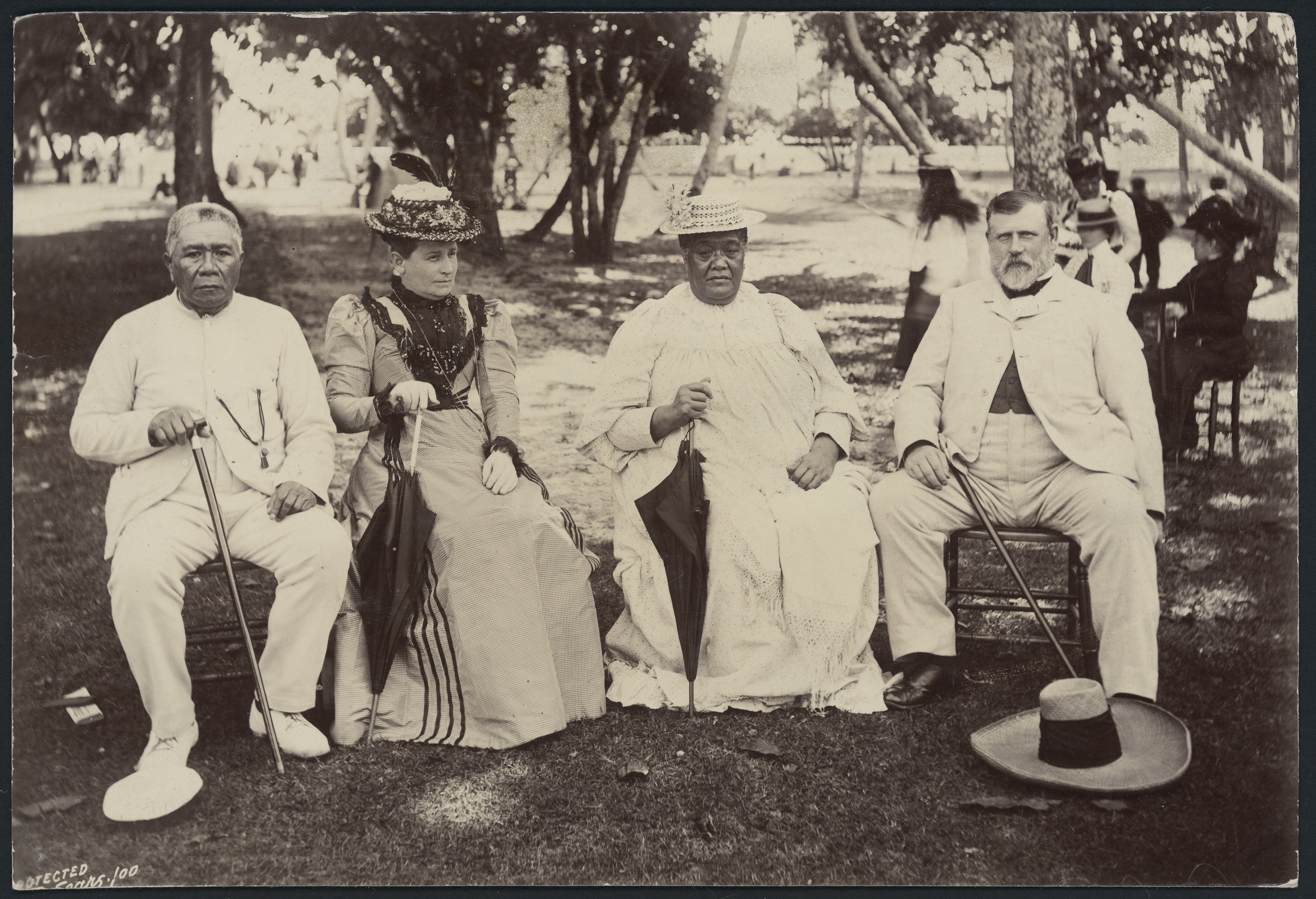
(De gauche à droite) Ngamaru Rongotini Ariki (Atiu), Louisa Jane Seddon, Makea Takau Ariki et Richard Seddon Premier Ministre de Nouvelle-Zélande de 1893 à 1906.
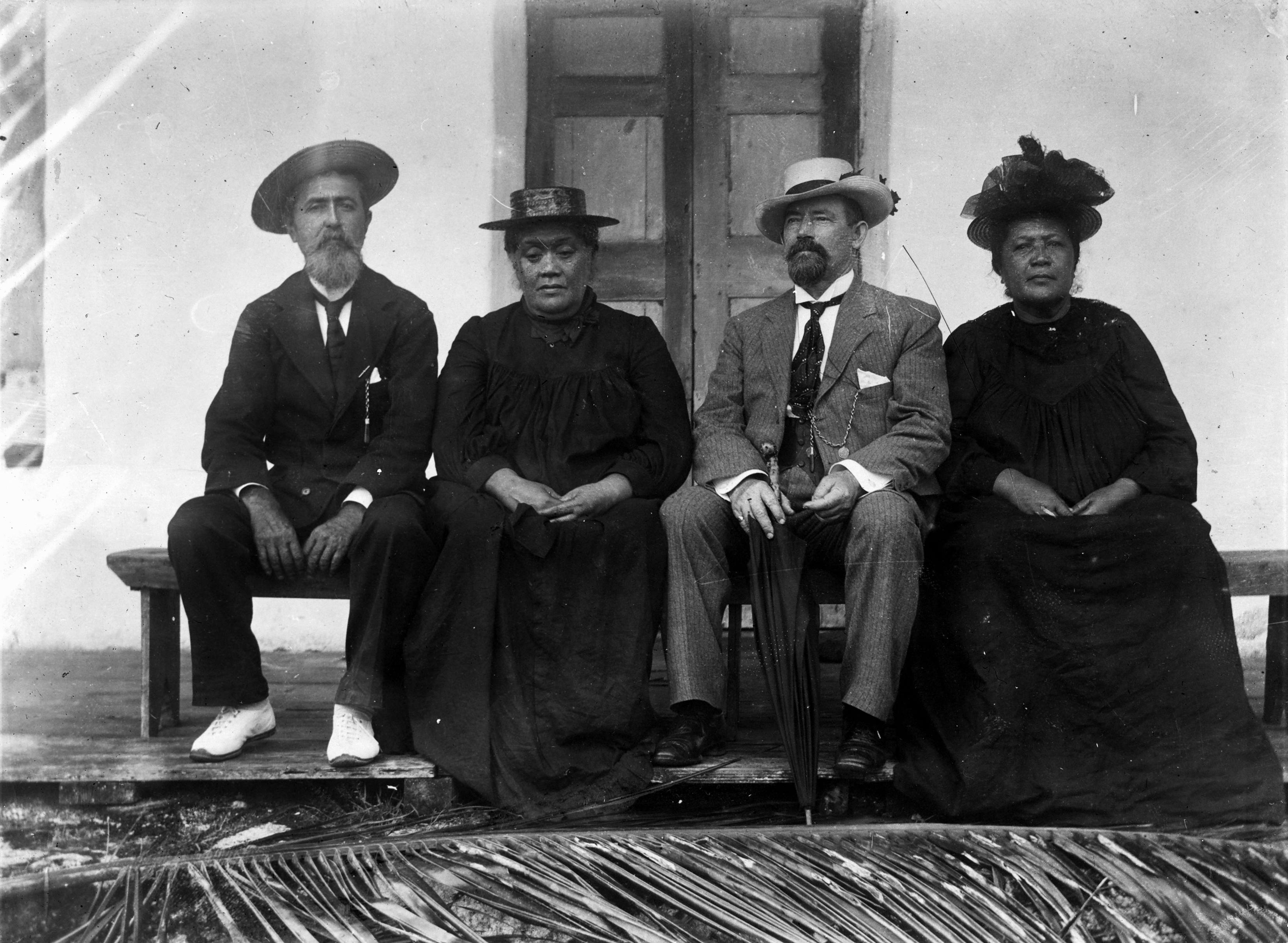
De gauche à droite: Pa Maretu Ariki, Makea Takau Ariki, Hon. H.C. Mills, Tinomana Mereana Ariki
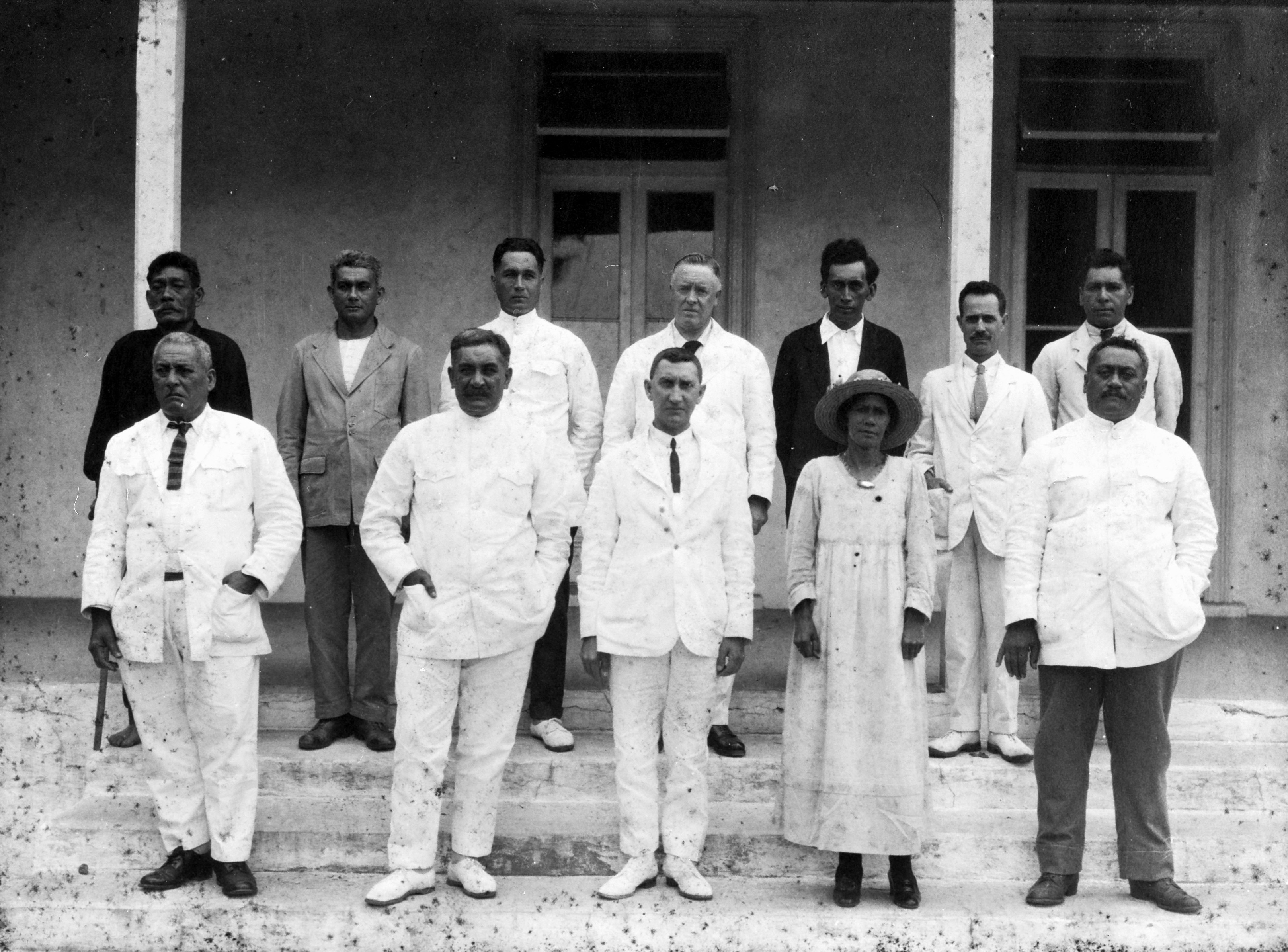
Makea Nui Tinirau Ariki (premier rang, 2e en partant de la gauche) au Conseil insulaire de Rarotonga (ca. 1923-1925)
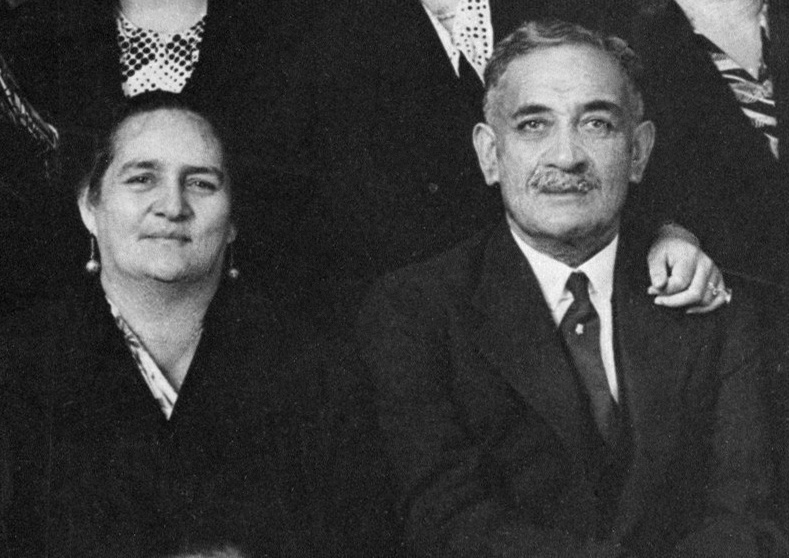
Makea Nui Tinirau Ariki et son épouse Tutini en 1934